# كورتيس فريزر
كورتيس فريزر (بالإنجليزية: Curtis Frazier)‏ هو جراح وسياسي أمريكي، ولد في 11 ديسمبر 1955 في سبرينغفيلد في الولايات المتحدة. حزبياً، نشط في الحزب الديمقراطي.